# Зайнуллин, Руслан Фаритович
Руслан Фаритович Зайнуллин (род. 14 февраля 1982, Казань) — российский хоккеист, крайний нападающий.

## Карьера
Родился в хоккейной семье. Отец Фарит Зайнуллин играл сначала за казанский «СК Урицкого», а затем 15 лет в Альметьевске, участвовал в первой лиге чемпионата СССР. После окончания карьеры работал на тренерской позиции там же.
Воспитанник Рустема Абдулхаева и Геннадия Маслова. В 17 лет попал в основной состав «Ак Барса», возглавляемый Владимиром Крикуновым. В 2000 году принял участие в чемпионате мира среди юниоров, завоевав со сборной России серебряные медали. В том же году был выбран на драфте НХЛ во втором раунде под общим 34-м номером клубом «Тампа-Бэй Лайтнинг», однако в Северной Америке Зайнуллин себя так и не попробовал.
Проведя ещё два сезона за «барсов», в 2002 году отправился на Чемпионат мира среди молодёжных команд. На этом турнире россияне стали победителями. В начале сезона 2002/03 перешёл в нижнекамский «Нефтехимик», где и закончил сезон.
В 2003 году был приглашён в московское «Динамо» Зинэтулой Билялетдиновым, подписав двухлетний контракт. Был игроком основы, проведя за сезон рекордные для себя 50 матчей (из которых три — в плей-офф), однако по окончании сезона Билелятдинов из команды ушёл, и Зайнуллин был продан в московский «Спартак».
В «Спартаке» Зайнуллин провёл два сезона. Особо удачным получился второй из них, в котором в 40 матчах набрал 10 очков. Однако по окончании сезона 2005/06 клуб распался, и Зайнуллин оказался в ХК МВД. Здесь сначала играл под руководством Николая Соловьёва, затем — Андрея Хомутова. Провёл в балашихинском клубе несколько сезонов. В 2010 году ХК МВД дошёл до финала Кубка Гагарина, и Зайнуллин после окончания сезона оказался снова в московском «Динамо».
С 2011 года игрок в нижегородского «Торпедо». После окончания сезона 2012/13 «Торпедо» не стало продлевать с Зайнуллиным контракт, и он перешёл в «Нефтехимик».

## Статистика
| Легенда | Легенда                    | Легенда | Легенда                   | Легенда | Легенда    |
| ------- | -------------------------- | ------- | ------------------------- | ------- | ---------- |
| И       | Количество проведённых игр | Штр     | Штрафное время            | +/−     | Плюс-минус |
| Г       | Голы                       | П       | Голевые передачи          | О       | Очки       |
| -       | Статистика неизвестна      | —       | Статистика не учитывалась |         |            |

### Клубная карьера
- a В этом сезоне в «Плей-офф» учитывается статистика игрока в Кубке Надежды.